# Iván Duque Márquez
Iván Duque Márquez (Bogotà, 1º agosto 1976) è un avvocato e politico colombiano, Presidente della Colombia dal 7 agosto 2018 al 7 agosto 2022.

## Biografia

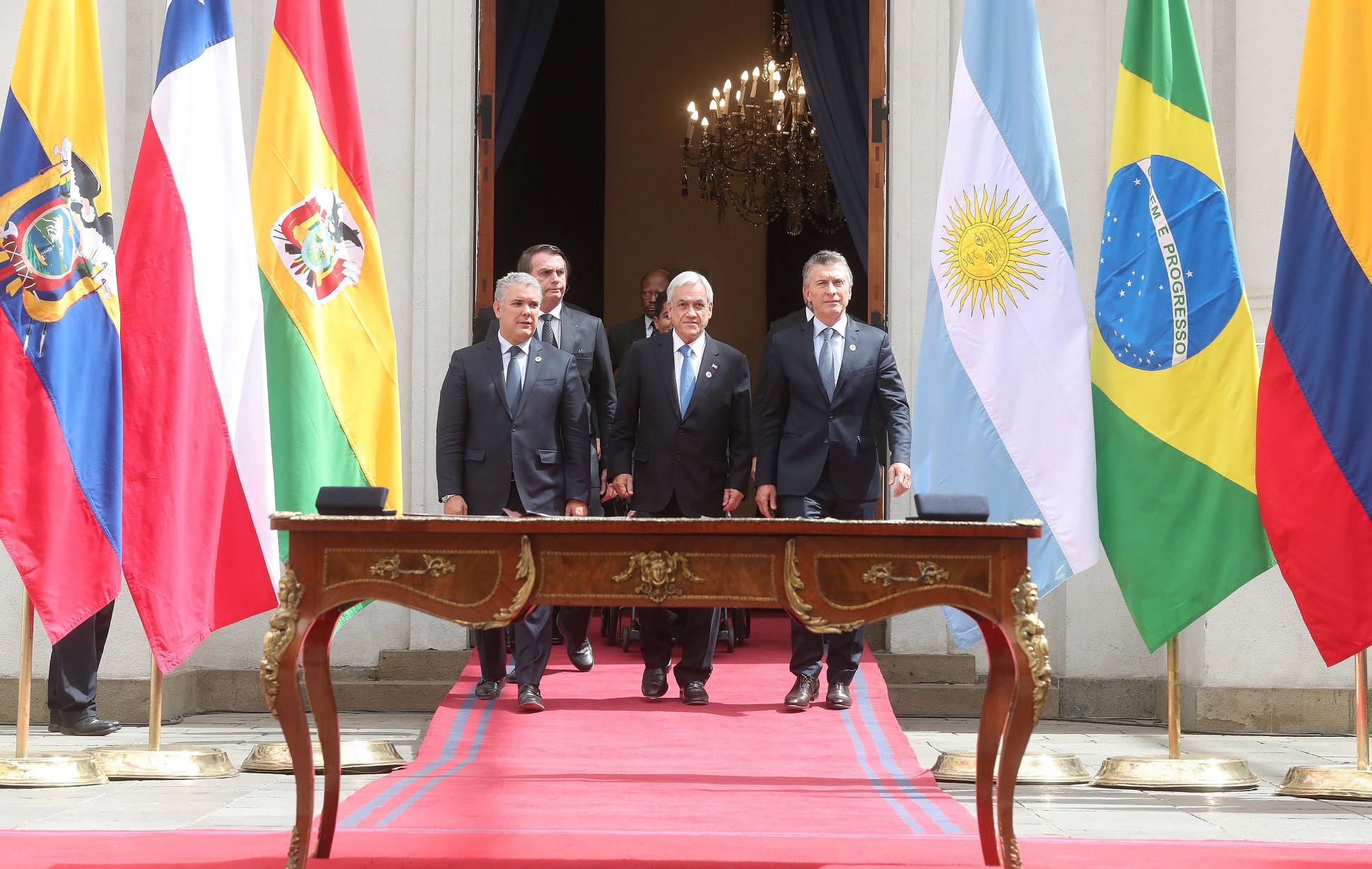
I presidenti Iván Duque Márquez, Sebastián Piñera, Mauricio Macri, Jair Bolsonaro nel 2019, durante il Forum per il progresso e lo sviluppo del Sud America.

Ha conseguito la laurea in diritto internazionale economico presso la American University di Washington.
Ha vinto le elezioni presidenziali del 2018 battendo con il 53,98% dei voti il rivale Gustavo Petro. Ha assunto ufficialmente l'incarico governativo il 7 agosto successivo, per un mandato della durata di 4 anni.
Nell'agosto 2018 ha promosso l'uscita della Colombia dall'Unione delle nazioni sudamericane (Unasur), sostenendo che l'organizzazione fosse complice della dittatura in Venezuela di Nicolás Maduro.
In accordo con il presidente cileno Sebastián Piñera, ha dato avvio al Forum per il progresso e lo sviluppo del Sud America (in spagnolo Foro para el Progreso y Desarrollo de América del Sur PROSUR) con l'intento di creare un organismo di integrazione, in sostituzione dell'Unione delle nazioni sudamericane (Unasur). Il 14 gennaio 2019 ha affermato che PROSUR sarebbe "un meccanismo sudamericano di coordinamento delle politiche pubbliche, in difesa della democrazia, dell'indipendenza dei poteri, dell'economia di mercato, dell'agenda sociale, con la sostenibilità e con la dovuta applicazione". Il primo vertice, tenutosi a Santiago del Cile il 22 marzo 2019, si è chiuso con la sottoscrizione da parte dei presidenti di Argentina, Brasile, Cile, Colombia, Ecuador, Paraguay, Perù e dell'ambasciatore della Guyana in Cile della Dichiarazione di Santiago per il rinnovamento e il rafforzamento del Sud America (in spagnolo Declaración de Santiago para la renovación y el fortalecimiento de América del Sur), che avvia il processo di creazione di PROSUR. Secondo i commentatori, PROSUR si caratterizzerebbe per essere una risposta della destra all'UNASUR, considerato di sinistra.
Nel febbraio 2021 il suo governo ha promosso l'attribuzione di uno statuto di protezione temporanea della durata di dieci anni per un milione di migranti e rifugiati venezuelani fuggiti dal Paese, che consentirà loro di accedere alle attività lavorative e beneficiare del sistema sanitario.
Nell'aprile 2021 promuove una contestata riforma fiscale che dà origine a diversi giorni di protesta in molte città contro di lui ed il suo governo, che sfociano in scontri violenti tra manifestanti e polizia, che hanno portato alla morte di almeno 49 civili e un agente di polizia, oltre a centinaia di persone ferite.
Nonostante il governo abbia successivamente ritirato la proposta di riforma, le proteste e la repressione della polizia sono continuate, in particolare nella città di Cali dove il presidente Duque ha deciso di schierare l'esercito.